# Julius Pintsch

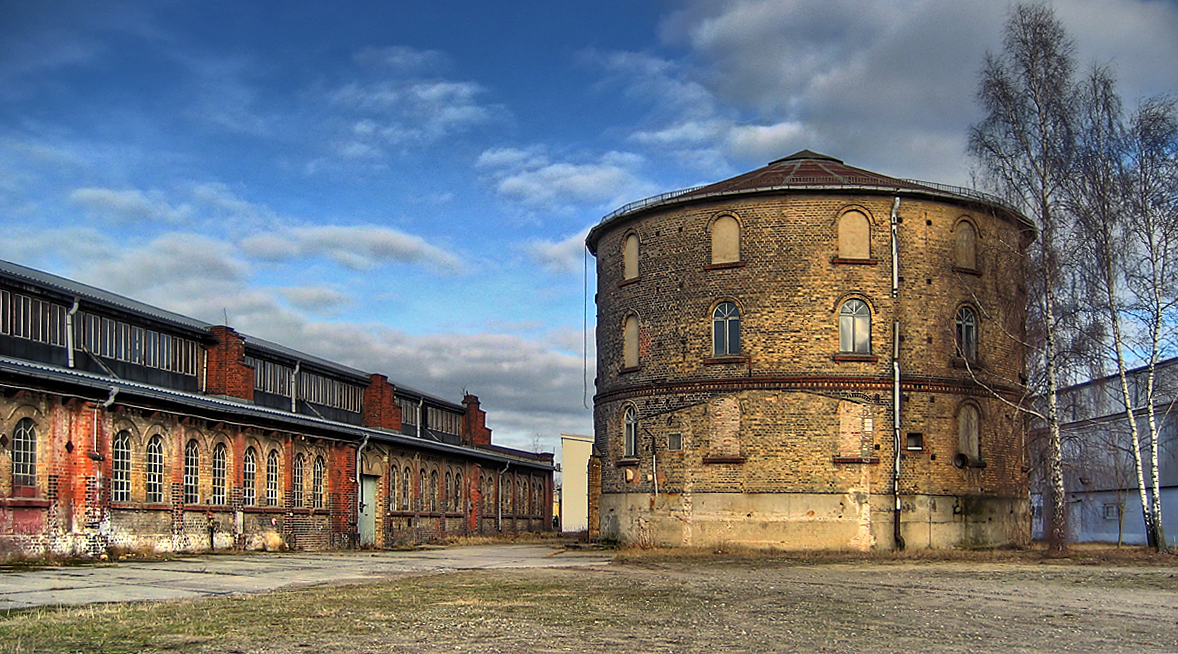
Fragment zakładów Pintscha w Fürstenwalde

Julius Carl Friedrich Pintsch (ur. 6 stycznia 1815 w Berlinie, zm. 20 stycznia 1884 w Fürstenwalde/Spree) – niemiecki przedsiębiorca.

## Życiorys
Był piątym dzieckiem w rodzinie pochodzącego z Lübbenau hodowcy warzyw, Johanna Christiana Pintscha. Po skończeniu gimnazjum, mając czternaście lat, rozpoczął naukę zawodu u mistrza hydraulika, Graßmanna przy Scharrnstrasse 21 w Berlinie. 25 kwietnia 1833 zdał egzamin czeladniczy na zawód hydraulika. W trakcie pobytu w Dreźnie poznał także swoją przyszłą małżonkę, Amalie Lenk, córkę kantora i organisty. Po powrocie do Berlina w 1838 zatrudnił się jako czeladnik w wytwórni lamp Koeppen & Wenke.
W 1843 założył własne przedsiębiorstwo przy Stralauer Platz 4 w Berlinie, które przekształciło się z czasem w dużą firmę zajmującą się wytwarzaniem systemów oświetlenia gazowego i technologią zbrojeniową. Od 1863 przeniesiono siedzibę na Andreasstrasse 72/73. Początkowo naprawiał angielskie urządzenia gazowe, a następnie produkował manometry i inne urządzenia, które opracował dla dynamicznie rozwijającego się przemysłu gazowniczego. Wraz z produkcją gazowych urządzeń oświetleniowych otrzymywał zamówienia od berlińskich gazowni i Kolei Dolnośląsko-Marchijskiej. Wyspecjalizował się w oświetleniu gazowym dla kolei i lokomotyw, systemach ogrzewania parowego do wagonów oraz palnikach gazowych, które jako jedyny w Europie produkował na licencji.

## Rodzina
Miał żonę, Amalię z domu Lenk (ślub 1838). Z małżeństwa narodziło się dziewięć dzieci, z czego dwójka zmarła w dzieciństwie. Synowie Richard Julius Pintsch (1840-1919), Oskar Ernst Julius Pintsch (1844-1912), Julius Karl Pintsch (1847-1912) i Albert Julius Eduard Pintsch (1858-1920) poszli w ślady ojca, ukończyli studia i odnosili sukcesy biznesowe. Grób rodzinny Pintschów znajduje się na Cmentarzu na Prenzlauer Berg w Berlinie. Jego imieniem nazwano jedną z berlińskich ulic.